# Quando le donne persero la coda
Quando le donne persero la coda è un film italiano del 1972 diretto da Pasquale Festa Campanile.
È il seguito del film Quando le donne avevano la coda.

## Trama
Un giorno in una serena comunità troglodita si presenta Pap, un furbo homo sapiens che conosce il significato del denaro e che sa trovare lo sghé, un oggetto con cui si può comprare praticamente tutto. Pap ottiene così che i cinque cavernicoli della comunità diventino desiderosi di avere questo oggetto e che essi debbano lavorare per averlo. Però non li paga mai abbastanza per possederne una, sfruttandoli di continuo.
Pap ha una brutta moglie di nome Katorcia che lo maltratta e quando sembra che la piccola comunità possa raggiungere la serenità, i cinque cavernicoli barattano Filli con una mostruosa montagna di grasso di nome Sgorbia.
Pap infine, non rimane a lungo con Filli poiché l'aveva scelta solo per avidità ma riesce comunque ad approfittarsi di lei.

## Distribuzione
Distribuito dalla CIC (Cinema International Corporation) il 24 febbraio 1972. Doppiaggio affidato alla Cine Video Doppiatori.